# Impero coloniale belga
L'Impero coloniale belga consisteva di tre colonie possedute dal Belgio tra il 1885 e il 1962. A differenza delle principali potenze coloniali europee, il 98% dell'impero belga era costituito da un'unica, grande colonia, il Congo belga, 76 volte più grande del Belgio stesso.

## Storia

Mappa del Congo Belga, con il Ruanda-Urundi

L'impero nacque come una proprietà privata assicurata nel 1885 dalle altre potenze coloniali al re del Belgio Leopoldo II, più che per iniziativa dello Stato belga: infatti Leopoldo era il sovrano sia del Belgio che dello Stato Libero del Congo.
Lo "Stato Libero del Congo" non fu mai formalmente né libero né uno Stato, ma un dominio privato che il monarca gestì senza alcun controllo, neppure da parte del governo belga. Tutta la terra non coltivata fu dichiarata proprietà dello Stato (cioè del re), che aveva il monopolio assoluto sulle sue risorse di valore immediato (avorio e caucciù) e sui minerali del sottosuolo, il cui sfruttamento fu concesso a varie compagnie, con accordi di affitto per 99 anni. La scoperta del processo di vulcanizzazione della gomma e il suo impiego industriale fecero di quella colonia uno dei più grandi serbatoi mondiali di questo prodotto fondamentale per l'industrializzazione dell'Occidente. 
Il Regno del Belgio assunse la sovranità diretta sul Congo solo nel 1908, a causa delle perdite di amministrazione del territorio; il costume, in Belgio, voleva che ci si riferisse ai territori d'oltremare come alle "colonie" piuttosto che come all'"impero".
L'Impero coloniale belga venne ampliato alla fine della prima guerra mondiale, con l'assegnazione al Paese del mandato sulle ex colonie tedesche del Ruanda-Urundi (odierni Ruanda e Burundi) occupato nel 1916. Il Belgio inoltre sin dagli inizi del XX secolo aveva anche ottenuto una piccola concessione in terra cinese, a Tientsin, restituita nel 1929. Al momento della sua massima estensione raggiunse quindi una superficie di oltre due milioni e quattrocentomila chilometri quadrati. I territori coloniali belgi ottennero l'indipendenza tra il 1960 e il 1962.

## Colonie di popolamento
Nella seconda metà del XIX secolo si diffusero specialmente nelle Americhe delle colonie di belgi come St. Marys in Pennsylvania, Villaguay in Argentina e Santo Tomás de Castilla in Guatemala. Quest'ultima venne osteggiata da inglesi e statunitensi con la paura che diventasse un possedimento belga.

## Territori
- Congo belga
- Ruanda-Urundi
- Concessione belga di Tientsin